# Thalatha occidens
Thalatha occidens là một loài bướm đêm trong họ Noctuidae.